# Trentepohlia pallidiventris
Trentepohlia pallidiventris är en tvåvingeart som först beskrevs av Enrico Adelelmo Brunetti 1912.  Trentepohlia pallidiventris ingår i släktet Trentepohlia och familjen småharkrankar. Inga underarter finns listade i Catalogue of Life.